# Bois-Anzeray
Bois-Anzeray és un municipi francès situat al departament de l'Eure i a la regió de Normandia. L'any 2007 tenia 155 habitants.

## Demografia

### Població
El 2007 la població de fet de Bois-Anzeray era de 155 persones. Hi havia 56 famílies, de les quals 16 eren unipersonals (8 homes vivint sols i 8 dones vivint soles), 20 parelles sense fills, 16 parelles amb fills i 4 famílies monoparentals amb fills.
La població ha evolucionat segons el següent gràfic:
Habitants censats

### Habitatges
El 2007 hi havia 96 habitatges, 68 eren l'habitatge principal de la família, 25 eren segones residències i 3 estaven desocupats. Tots els 95 habitatges eren cases. Dels 68 habitatges principals, 57 estaven ocupats pels seus propietaris, 9 estaven llogats i ocupats pels llogaters i 2 estaven cedits a títol gratuït; 3 tenien dues cambres, 11 en tenien tres, 20 en tenien quatre i 34 en tenien cinc o més. 61 habitatges disposaven pel capbaix d'una plaça de pàrquing. A 37 habitatges hi havia un automòbil i a 27 n'hi havia dos o més.

### Piràmide de població
La piràmide de població per edats i sexe el 2009 era:
| Homes | Edats   | Dones |
| ----- | ------- | ----- |
| 0     | 95 o +  | 0     |
| 0     | 90 a 94 | 0     |
| 0     | 85 a 89 | 0     |
| 0     | 80 a 84 | 4     |
| 0     | 75 a 79 | 0     |
| 4     | 70 a 74 | 8     |
| 16    | 65 a 69 | 4     |
| 4     | 60 a 64 | 12    |
| 0     | 55 a 59 | 8     |
| 8     | 50 a 54 | 0     |
| 4     | 45 a 49 | 8     |
| 4     | 40 a 44 | 4     |
| 8     | 35 a 39 | 12    |
| 0     | 30 a 34 | 0     |
| 8     | 25 a 29 | 4     |
| 0     | 20 a 24 | 8     |
| 4     | 15 a 19 | 8     |
| 0     | 10 a 14 | 8     |
| 8     | 5 a 9   | 4     |
| 4     | 0 a 4   | 0     |

## Economia
El 2007 la població en edat de treballar era de 89 persones, 64 eren actives i 25 eren inactives. De les 64 persones actives 61 estaven ocupades (31 homes i 30 dones) i 3 estaven aturades (2 homes i 1 dona). De les 25 persones inactives 12 estaven jubilades, 7 estaven estudiant i 6 estaven classificades com a «altres inactius».

### Ingressos
El 2009 a Bois-Anzeray hi havia 65 unitats fiscals que integraven 163 persones, la mediana anual d'ingressos fiscals per persona era de 16.627 €.

### Activitats econòmiques
Dels 4 establiments que hi havia el 2007, 1 era d'una empresa de fabricació d'altres productes industrials, 1 d'una empresa de construcció, 1 d'una empresa de comerç i reparació d'automòbils i 1 d'una empresa de serveis.
L'únic servei als particulars que hi havia el 2009 era una fusteria.
L'any 2000 a Bois-Anzeray hi havia 13 explotacions agrícoles que ocupaven un total de 905 hectàrees.

## Poblacions més properes
El següent diagrama mostra les poblacions més properes.